# Pauktaw
Pauktaw är en kommun i Myanmar.   Den ligger i regionen Rakhinestaten, i den västra delen av landet, 300 km väster om huvudstaden Naypyidaw. Antalet invånare är 180 740.